# One Thing
One Thing – popowy utwór brytyjsko-irlandzkiego boysbandu One Direction. Utwór wydany został 6 stycznia 2012 roku przez wytwórnię płytową Syco Music oraz Columbia Records jako trzeci singel grupy z ich debiutanckiego albumu studyjnego, zatytułowanego Up All Night. Tekst utworu został napisany przez Ramiego Yacouba oraz Carla Falk, którzy wraz z Savan Kotecha zajęli się również jego produkcją. Do singla nakręcono także teledysk, którego reżyserią zajął się Declan Whitebloom. Utwór dotarł do trzeciego miejsca na listach przebojów w Australii, 6. pozycji w Irlandii oraz 9. miejsca w Wielkiej Brytanii. Singel uzyskał status potrójnej platynowej płyty w Norwegii, podwójnej platynowej płyty w Australii i w Kanadzie, platynowej w Stanach Zjednoczonych, srebrnej w Wielkiej Brytanii oraz złotej płyty w Danii i Nowej Zelandii.

## Notowania na listach przebojów
| Lista (2012)                            | Najwyższa pozycja |
| --------------------------------------- | ----------------- |
| Australia (Top 50 Singles)              | 3                 |
| Belgia (Flandria) (Ultratop 50 Singles) | 37                |
| Belgia (Wallonia) (Ultratop 50 Singles) | 47                |
| Francja (Top 200 Singles)               | 91                |
| Irlandia (Top 50 Singles)               | 6                 |
| Kanada (Billboard Canadian Hot 100)     | 17                |
| Nowa Zelandia (Top 40 Singles)          | 16                |
| Szkocja (Top 40 Scottish)               | 8                 |
| Stany Zjednoczone (Hot 100)             | 39                |
| Wielka Brytania (Singles Top 100)       | 9                 |